# Together (film 1970)
Together (Toomorrow) è un film statunitense del 1970 diretto da Val Guest.